# 曽琦
曽 琦（そう き）は中華民国の政治家・ジャーナリスト。中国青年党結成メンバーの1人で、中央執行委員会委員長、主席などの最高指導者を務めた。旧名は昭琮、及長。北宋の政治家・韓琦の人となりを慕い、後に名を琦と改めた。ちなみに字も慕韓である。

## 事跡

### 民初の活動
父が広西省に地方官吏として赴任することになったため、曽琦ら一家もこれに従った。1908年（光緒34年）、桂林中学を卒業したが、父母が相次いで世を去り家庭事情が苦しくなったため、四川に戻っている。その後、成都法政学堂に入学し、さらに『成都商報』などの新聞紙でジャーナリスト活動を開始した。辛亥革命前後は、実際に革命活動には参加しなかったものの、引き続き言論活動に従事している。
1913年（民国2年）の第二革命（二次革命）では、革命派に直接参加したが、敗北したために故郷に隠れ住んだ。翌年、上海に移り、震旦学院で法律を学ぶ。このとき、後の中国青年党結成メンバーである左舜生・李璜らと知り合った。1916年（民国5年）春、日本に渡り、東亜高等予備学校（日華同人共立東亜高等予備学校）に入学して日本語を習得する。同年秋、中央大学に入学し、憲法・行政法を学んだ。このとき、華瀛通訊社を創設するなど、出版活動に従事している。また張勲復辟に際しては、梁啓超に手紙を送り、慎重な対応を促すなどした。
1918年（民国7年）5月、日華陸軍共同防敵軍事協定が結ばれたことに抗議して、曽琦は中央大学を中途退学して帰国する。同年7月、北京で王光析・李大釗らと少年中国学会を組織した。曽はその後上海に移って『救国日報』を創刊し、また章炳麟（章太炎）に師事した。翌1919年（民国8年）、五四運動が勃発すると、これを支持する論評を次々と発表している。

### 中国青年党の結成
この年の8月に曽琦はフランスに渡り、李璜らと協力してパリでパリ通信社を創設した。1923年12月、曽や李らは国家主義・反共主義を理念に掲げる中国青年党をパリで結成し、翌年4月、第1回党大会を開催して曽が委員長に選出されている。翌年9月に帰国し、翌月、青年党機関紙『醒獅』を上海で創刊した。1926年（民15年）夏、上海で第1回全国代表大会を開催し、曽が中央執行委員会委員長に選出されている。
同時期に中国国民党が北伐を開始すると、曽琦ら青年党人士はこれに反対の言論活動を展開した。しかし、北伐は順調に進展し、曽は上海から逃れて北京に移り、引き続き反国民党の立場を維持する。この姿勢は、上海クーデター（四・一二政変）により蔣介石が南京に反共の国民政府を樹立しても変わらなかった。
1931年（民国20年）に満洲事変（九・一八事変）が勃発すると、曽琦ら青年党は、政党間対立の停止を主張し、国民党への攻撃的言論の停止などを宣言した。しかし蔣介石が召集した国難会議には、曽らはその設定過程に不満を持ち、参加していない。1937年（民国26年）7月の廬山会議から、ようやく青年党として公式に蔣介石への協力を開始し、翌年、曽は国民参政会参政員となった。

### 戦中・戦後の活動
1939年（民国28年）、重慶で、非国民党諸派による建国同志会（統一建国同志会）が結成されると、曽琦はこれに参加している。また、同年に中国国民党が5期5中全会で「異党制限活動弁法（原文「限制異党活動弁法」）」を提示すると、これに反対を示した。1941年（民国30年）夏、曽は香港に赴く。10月に建国同志会が改組され、中国民主政団同盟（後の中国民主同盟）が結成されると、引き続き曽はこれに加わり梁漱溟と機関紙『光明報』を刊行した。同年12月、香港が日本軍により陥落すると、曽は日本側の庇護の下で上海に移る。曽は汪兆銘政権（南京国民政府）から考試院副院長などの地位を授けられたが、実際には就任しなかった。
戦後、曽琦は四川に戻る。同年の第10回青年党全国代表大会で曽は主席に選出された。1946年（民国35年）1月に重慶で開催された政治協商会議（旧政協）にも曽は青年党代表として出席している。この前後から、曽ら青年党は国共和平交渉への反対姿勢を公にし、蔣介石への積極的支持に転じた。同年11月、曽らの青年党は中国民主社会党と共に制憲国民大会に参加し、両党は中国民主同盟を脱退している。1948年（民国37年）3月の行憲国民大会にも出席した。
同年10月より、曽琦は渡米し、蔣介石支持の言論活動を展開した。しかしその甲斐もなく、国共内戦で国民党は敗退し、台湾へ逃れる。青年党も台湾へ移ったが、曽は引き続きアメリカに留まり直接指導は行わなかった。
1951年（民国40年）5月7日、ワシントンD.C.にて病没。享年60（満58歳）。